# Monte Bar
Monte Bar är en bergstopp i Schweiz.   Den ligger i distriktet Lugano och kantonen Ticino, i den sydöstra delen av landet, 150 km sydost om huvudstaden Bern. Toppen på Monte Bar är 1 816 meter över havet, eller 615 meter över den omgivande terrängen. Bredden vid basen är 5,5 km.
Terrängen runt Monte Bar är bergig åt nordost, men åt sydväst är den kuperad. Runt Monte Bar är det ganska glesbefolkat, med 42 invånare per kvadratkilometer.. Närmaste större samhälle är Lugano, 11,5 km söder om Monte Bar. 
I omgivningarna runt Monte Bar växer i huvudsak blandskog.